# 救恩書院
救恩書院（英語：Kau Yan College，簡稱：KYC）是由基督教香港崇真會於1950年所創辦，當時使用位於香港西營盤、同樣為基督教香港崇真會所創辦的小學救恩學校校舍，借用課室上課。1991年正式遷進大埔區，至今創校七十五年。現在位於新界大埔富善邨，是香港的一所資助男女校，此校的宗教是基督教，校訓為信、望、愛（Fides, Spes, Caritas）。救恩書院目前與救恩學校（小學）並無直屬關係。

## 歷史

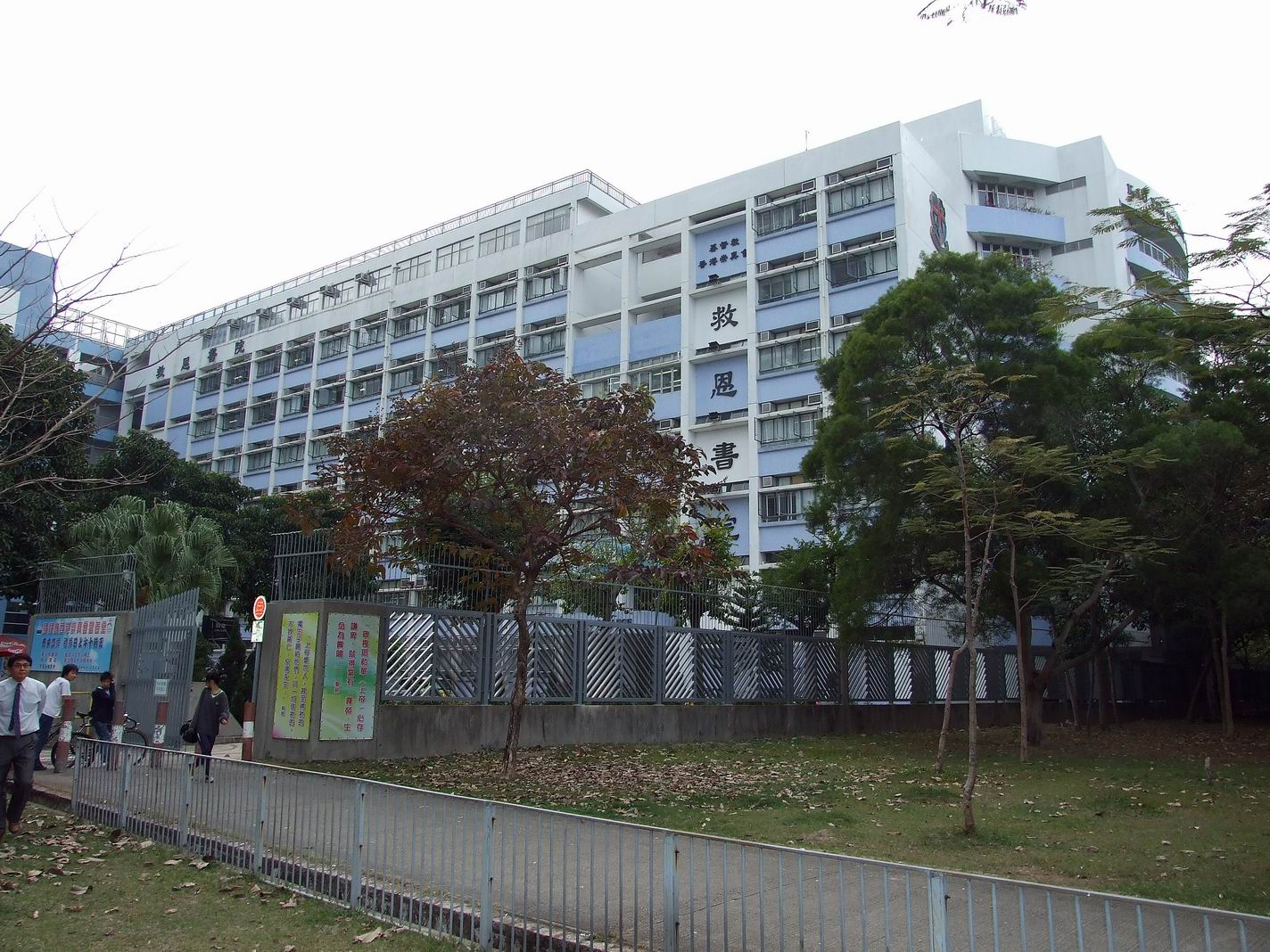
救恩書院校舍

在1946年9月，基督教香港崇真會創辦了救恩學校。1949年，教會有鑒於小學校務發展良好，決定於1950年3月開辦中學，並於該年9月開課，救恩書院因此正式成立，當時校址位於香港島西營盤。傅尚霖博士擔任救恩書院第一任校長，周耀庭先生擔任第一任監督。開辦初期，救恩書院借用小學的課室在下午上課。因為校舍不足的關係，校董會決定為救恩書院興建新的校舍，並因此進行各項籌款活動。
於1952年港督葛量洪爵士蒞臨該校視察，並批准政府借貸建校。獲得資金後，新校舍於1953年7月奠基，10月正式落成。救恩書院開幕當日，邀請了當年的教育司高詩雅先生主持揭幕儀式，此為高街之校舍。後來因為學生人數增加，學額需求急切，因此教會於1954年舉行籌款活動以集資再行擴充校舍。
第二期的中學校舍興建工程在1956年開始施工，至1957年落成，共有課室18間，另外更設有物理、化學實驗室及健身室各一間。在1989年，救恩書院獲分配大埔富善邨的一所靈活式校舍，開始籌備遷校事宜。到1990年9月新校暫借粉嶺華明邨一間校舍開班。
1991年，位於大埔富善邨的新校舍在正式落成，新校舍隨即啟用。而西營盤舊址現已聯同麗新集團重建成救恩學校連上蓋單幢住宅「麗恩閣」。
1995年，教育署（現教育局）批准開設文、理預科各一班，解決了本校中五畢業生會考後尋找預科的問題。同年，家長教師會成立。
在2000年，位於粉嶺的姊妹校粉嶺救恩書院成立。
2005年，獲政府撥款2,950萬興建新翼大樓，大樓包括副禮堂、學生會室、宗教活動中心、電腦輔助學習教室、英語資源室、教學資源室和學生活動中心等。大樓更包括全港首個環保天幕廣場。
2011年，救恩書院慶祝其60週年校慶。
2016年，救恩書院慶祝其65週年校慶。
2021年，救恩書院慶祝其70週年校慶。
2025年，救恩書院慶祝其75週年校慶。

## 學校文化

### 使命
本於基督「乃役於人」的精神，秉承基督教香港崇真會「興學傳道」的辦學傳統、按照聖經真理，為社會提供教育服務，並廣傳福音，培育學生身心靈全面成長，獲得信望愛，從而發揮所長，服侍人群，造福社會，至終榮歸上帝。

### 辦學宗旨
本著基督的仁愛精神，提供全人教育，為學生建立一個積極、健康的學習環境，使同學在德、智、體、群、美、靈六育得到均衡的發展，從而服侍人群、關心社會，貢獻國家民族。

### 校訓
該校校訓是「信、望、愛」 ，來源於「如今常存的有信，有望，有愛這三樣，其中最大的是愛。」（林前 13：13）

### 校歌
救恩書院校歌名為《信、望、愛》，全部歌詞以粵語唱出，由羅祖澄作曲、作詞，並由林思睿編曲。

## 校政管理
歷任校監
- 張維豐先生[2]
- 王福義博士[3]
- 黃文事先生

歷任校長（日校）
- 1950-62年：傅尚霖先生
- 1962-92年：蘇維靜女士[2]
- 1992-93年：劉文輝先生
- 1993-2008年：陳伯嘉先生
- 2008-23年：周家駒先生
- 2023- 年：温結冰女士

歷任校長（夜校）
- 陳鈞智先生[4]

## 學校內容

### 2024-25年度開設科目

#### 中一至中三

##### 以中文為教學語言：
中國語文、中國歷史、普通話、「公民、經濟與社會」﹙中一﹚、生活與社會﹙中二及中三﹚、倫理與宗教﹙基督宗教﹚、體育、世界歷史、音樂、視覺藝術、基本商業﹙中三﹚

###### 以英文為教學語言：
英國語文、地理、綜合科學﹙中一及中二﹚、生物﹙中三﹚、化學﹙中三﹚、物理﹙中三﹚

###### 按組別訂定教學語言：
三組以英文教授數學、普通電腦、設計與科技及家政科，另外一組以母語教授以上科目，並設英語延展單元。

#### 中四至中六

##### 以中文為教學語言：
必修科目：中國語文、公民與社會發展科
選修科目：「企業、會計與財務概論」（商業管理）、世界歷史、資訊及通訊科技、中國歷史、中國文學、視覺藝術、旅遊與款待
非公開試科目：倫理與宗教、藝術發展、體育

###### 以英文為教學語言：
必修科目：英國語文、數學「必修部分」
選修科目：數學「延伸部分」（單元二）、生物、化學、物理、經濟、地理

### 學校設施
十四間特別室、禮堂、副禮堂、學生活動中心、舞蹈室及兩個操場。學校資訊科技設備完善，設有兩個電腦室、多媒體學習中心及電腦輔助學習教室。學校近年新設生涯規劃教室及綜合藝術室，以配合教學及課程改革。全校已鋪設光纖網絡及Wi-Fi網絡，並提供足夠的平板電腦供學生使用。所有課室及特別室均裝有電腦、投射器及實物投影機。
支援有特殊教育需要學生的設施
斜道、暢通易達升降機及暢通易達洗手間。

### 社別
- 信實

英文名稱：Faithfulness
代表顏色：  藍
- 仁愛

英文名稱：Love
代表顏色：  黃
- 和平

英文名稱：Peace
代表顏色：  紅
- 喜樂

英文名稱：Joy
代表顏色：  綠

### 課外活動/聯課活動
該校提供30多項課外活動給學生選擇，種類包括體育、學術、興趣小組、制服隊伍及社會服務五類，校方希望藉此培養學生良好的個人嗜好和豐富他們的校園生活。另外，該校亦設立了四社和學生會等多個學生團體。

### 學生會
學生會在2000年成立，分為幹事會和代表會。幹事會於每年9月下旬由選舉產生，以不少於10人、不多於15人的候選內閣參與。
本章節追溯由2017-2018年度起計的歷屆選舉結果。
| 政党   | 政党   | 候选人 | 票数 | %     | ±      |
| ------ | ------ | ------ | ---- | ----- | ------ |
|        | 獨立   | Brio   | 75   |       |        |
|        | 獨立   | Lego   | 195  |       |        |
|        | 獨立   | Zest   | 290  |       |        |
| 多数票 | 多数票 | 多数票 | 95   |       | 不適用 |
| 無效票 | 無效票 | 無效票 | 30   |       |        |
| 投票率 | 投票率 | 投票率 | 590  | 77.2% |        |

| 政党   | 政党   | 候选人  | 票数 | %     | ±      |
| ------ | ------ | ------- | ---- | ----- | ------ |
|        | 獨立   | Circle  | 149  |       |        |
|        | 獨立   | Liberty | 232  |       |        |
|        | 獨立   | Palette | 81   |       |        |
| 多数票 | 多数票 | 多数票  | 83   |       | 不適用 |
| 無效票 | 無效票 | 無效票  | 54   |       |        |
| 投票率 | 投票率 | 投票率  | 516  | 69.3% |        |

| 政党   | 政党   | 候选人 | 票数 | %   | ±      |
| ------ | ------ | ------ | ---- | --- | ------ |
|        | 獨立   | Pie    | 367  |     |        |
| 多数票 | 多数票 | 多数票 | 191  |     | 不適用 |
| 無效票 | 無效票 | 無效票 | 40   |     |        |
| 投票率 | 投票率 | 投票率 | 583  | 80% |        |

| 政党   | 政党   | 候选人 | 票数 | %     | ±      |
| ------ | ------ | ------ | ---- | ----- | ------ |
|        | 獨立   | Echo   | 203  |       |        |
|        | 獨立   | Puzzle | 302  |       |        |
| 多数票 | 多数票 | 多数票 | 99   |       | 不適用 |
| 無效票 | 無效票 | 無效票 | 20   |       |        |
| 投票率 | 投票率 | 投票率 | 525  | 73.2% |        |

| 政党   | 政党   | 候选人 | 票数 | %     | ±      |
| ------ | ------ | ------ | ---- | ----- | ------ |
|        | 獨立   | Unify  | 322  |       |        |
| 多数票 | 多数票 | 多数票 | 108  |       | 不適用 |
| 無效票 | 無效票 | 無效票 | 22   |       |        |
| 投票率 | 投票率 | 投票率 | 558  | 80.5% |        |

| 政党   | 政党   | 候选人  | 票数 | %     | ±      |
| ------ | ------ | ------- | ---- | ----- | ------ |
|        | 獨立   | Jupiter | 249  |       |        |
|        | 獨立   | Light   | 74   |       |        |
|        | 獨立   | Tikvah  | 166  |       |        |
| 多数票 | 多数票 | 多数票  | 83   |       | 不適用 |
| 無效票 | 無效票 | 無效票  | 25   |       |        |
| 投票率 | 投票率 | 投票率  | 514  | 74.5% |        |

| 政党   | 政党   | 候选人   | 票数 | %   | ±      |
| ------ | ------ | -------- | ---- | --- | ------ |
|        | 獨立   | Universe | 306  |     |        |
| 多数票 | 多数票 | 多数票   | 131  |     | 不適用 |
| 無效票 | 無效票 | 無效票   | 14   |     |        |
| 投票率 | 投票率 | 投票率   | 495  | 71% |        |

| 政党   | 政党   | 候选人  | 票数 | % | ±      |
| ------ | ------ | ------- | ---- | - | ------ |
|        | 獨立   | Hover   |      |   |        |
|        | 獨立   | Destiny |      |   |        |
| 多数票 | 多数票 | 多数票  |      |   | 不適用 |
| 無效票 |        |         |      |   |        |
| 投票率 |        |         |      |   |        |

## 著名/傑出校友
- 黃軒利大律師：代表被控違反《公安條例》的學聯成員上庭抗辯。[6]
- 傅振煌博士：德勤企業併購重組稅務服務亞太區及中國主管
- 盧龍光牧師：香港中文大學崇基學院神學院客座教授[7]
- 劉振邦教授：香港大學博士，現任瑞典于默奧大學教授，於Department of Ecology and Environmental Sciences工作。[8]
- 駱秉培教授：香港城市大學人文及社會科學學院應用社會科學系副教授[9]。1968年於救恩書院畢業，1970年代中期遠赴英國攻讀特殊教育和兒童心理學，1983年在赫爾大學取得博士學位。[10]
- 鍾樂偉：香港研究韓國政治與社會文化學者，香港中文大學社會科學院全球研究課程助理講師。[11]
- 林崇發：國際知名雜誌Monocle （页面存档备份，存于）的駐港副社長及其電台Monocle 24 （页面存档备份，存于）嘉賓主持，唯一以中文為母語的編輯成员。
- 林二汶：香港歌唱創作二人女子組合at17成員之一。
- 陳旭智：和富大埔隊長及獲選擔任2008年夏季奧林匹克運動會香港區火炬接力的火炬手。
- 張庭欣：香港代表隊三項鐵人代表，張庭欣2004年開始征戰三鐵，曾多次摘下亞洲盃三鐵系列賽少年組冠軍。2012年以39分32秒首奪渣馬女子組10公里冠軍。
- Costa Chan：現代教育的通識科補習教師。擁有香港中文大學文化研究文學碩士、University of Bristol教育博士學歷。
- 劉萬梁：香港雙節棍總會創辦人、國際雙節棍協會副主席兼副裁判長、2016年健力士世界最大規模雙節棍課堂紀錄建立者
- 蘇可欣：香港女主持及演員，曾參加2016年度香港小姐競選，現為無綫電視經理人合約藝員
- 羅曉楓：受其父大埔區前區議員羅舜泉影響，成為香港大埔區議會經民聯新富選區區議員（2015-2019年），在2019年失去區議員一職後獲委任為大埔分區委員會和大埔防火委員會委員。
- 梁艷霞：香港上善武術中心創辦人，2018年代表香港隊出戰於保加利亞舉行的第三屆世界太極拳錦標賽，並取得三面金牌的成績。
- 李寶芬：上市公司東瀛遊執行董事（1978年中五）[12]
- 謝伯開：前保良局姚連生中學校長[13]

## 相關事件
2019年9月2日，警方追截罷課人士，救恩書院學生流血受傷，警方在大埔孔教學院大成何郭佩珍中學對開，追截最少六名聲援罷課的人，有學生及警員都跌在地上，學生口部流血、手亦受傷。救恩書院校長證實，有一名學生受傷。何郭佩珍中學則發聲明澄清，校方從來沒有報警。

## 外部連結
- 救恩書院官方網址
- 學校簡介